# 1979年梅竹賽
民國68年（1979年）己未梅竹賽為第十一屆國立清華大學與國立交通大學之間的梅竹賽，由國立交通大學主辦，國立清華大學協辦。賽事結果，國立清華大學以9比2取得本屆賽事總錦標。本屆梅竹賽計有男籃、男排、棒球、棋藝、橋藝、足球、田徑、國語辯論、英語演講、拔河、趣味競賽等11個項目，其中交大在棒球、足球項目獲勝，清大則在其餘9個項目獲勝。
1978年12月16日，美國總統吉米·卡特宣布自1979年1月1日起與中华人民共和国建交，兩校師生義憤填膺，聯合發表梅竹宣言及上電總統，全力擁護政府，並取消梅竹音樂會，改為電影欣賞。
本年梅竹賽增設指導委員會，由訓導長、總教官、主任教官、課外活動組主任出席，兩校總幹事列席。兩方籌委會對賽程問題意見相左，決擬兩份不同賽程送交指委會決定，指導委員會決議依「梅竹」順序先例擲銅板決定。在本屆賽事中，爆發足球場互毆事件。

## 賽事結果

### 正式賽
| 項目     | 比賽日期 | 勝隊 | 備註                         |
| -------- | -------- | ---- | ---------------------------- |
| 男籃     |          | 清大 |                              |
| 男排     |          | 清大 |                              |
| 棒球     |          | 交大 |                              |
| 棋藝     |          | 清大 |                              |
| 橋藝     |          | 清大 |                              |
| 足球     |          | 交大 |                              |
| 田徑     |          | 清大 |                              |
| 國語辯論 |          | 清大 |                              |
| 英語演講 |          | 清大 |                              |
| 拔河     |          | 清大 |                              |
| 趣味競賽 |          | 清大 |                              |
| 總錦標   |          | 清大 | 清大以9：2取得本屆賽事總錦標 |